# Шарл V Мудри
Шарл V Мудри (фр. Charles V de France, Charles le Sage; 1338 — 1380) био је краљ Француске из династије Валоа од 1364. до 1380. Период његове власти карактерише повратак територија изгубљених у првој фази Стогодишњег рата.
Постаје релативно рано регент, док му је отац Жан II Добри био у енглеском заробљеништву.
Његове победе су наследници олако анулирали.

### Битка код Поатјеа
У бици код Поатјеа 1356. француска војска је тешко поражена, а француски краљ Жан II Добри је заробљен. Шарл V Мудри је у тој бици командовао једним батаљоном и рано се повукао из битке.
Јавност Француске је оптуживала племиће да су издали краља.

### Незадовољство
Енглези су тражили превелику откупнину, међутим, земља је већ у то време била страшно опустошена и од Енглеза и од француских најамничких војски. Ратне операције су подриле занате и трговину. У редовима градских занатлија и калфи почела је незапосленост. Све је то у градовима изазивало крајњу огорченост. Све већи порески притисак допринео је да се економски положај маса јако погорша. Краљевска власт, да би добила средства потребна за вођење рата, измишљала је све нове и нове начине опорезивања: порезе на трговачке послове, једнократне уплате, намете на свако огњиште и сл.

### Скупштина сталежа не одобрава новац Шарлу V
Битка код Поатјеа представљала је последњу кап која је препунила чашу народног стрпљења. Нечувени порези поткопали су углед феудалаца у очима широких маса. Међу сељаштвом и градским становништвом, нарочито у северној Француској, крајње је појачано огорчење против владе. У октобру 1356. Шарл V Мудри сазива скупштину сталежа, да тражи новце за одбрану земље и могући откуп краља из заробљеништва.
Државни сталежи састали су се у нешто необичном саставу — јако су преовлађивали представници трећег сталежа, који су чинили половину сакупљених (400 посланика од 800). То се објашњава тиме што су феудалци били поражени и деморализовани, а делом побијени и заробљени.
Скупштина је била огорчена начином на који се води земља, па организују једно тело, на челу кога је био Етјен Марсел. Марсел захтева оставку 7 министара, њихову замену са саветом од 28 чланова, који би укључивали племиће, свештенство и буржоазију. Осим тога захтева ослобађање Карла II од Наваре, који је био један од претендената за трон, а кога је краљ Јован II Добри заточио. Шарл V Мудри одбија те захтеве и распушта скупштину.

### Сазивање нове скупштине сталежа
Шарл покушава доћи до новца девалвацијом валуте. Међутим Етјен Марсел се супротставља, па је Шарл присиљен да прекине са својом акцијом. Поново сазива скупштину сталежа у фебруару 1357.
Нови сталежи у које су дошли углавном представници трећег сталежа, израдили су опширан програм реформи који је објављен у марту исте године под називом Велике мартовске ордонансе. Одобривши краљу помоћ они су поставили захтев да државни сталежи врше њено скупљање, трошење и контролу, ради чега се имају да састају три пута годишње чак и да их краљ не сазове. Имало се извршити чишћење читавог вишег државног апарата. Имао се изменити лични састав краљевог савета и свих виших органа управе према упутствима државних сталежа. Најзад, државни сталежи су тражили одлучну борбу против приватних ратова феудалаца и наоружање градова за борбу против насиља енглеских и француских војних најамника.
Да би добио право да подиже порезе Шарл V Мудри потписује захтеве скупштине и пристаје да се формира краљевски савет. Кад је вест о томе стигла до заробљеног краља, Жан II Добри проглашава ништавним све захтеве скупштине.
Шарл V Мудри креће од провинције до провинције, добијајући подршку и на крају поново улази у Париз.

### Почетак устанка у Паризу
У тим својим захтевима државни су се сталежи ослањали на крајње незадовољство градова у северној Француској и на устанак који је тамо почео, посебно устанак у Паризу. Париски грађани су почели да се наоружавају да би пружили подршку захтевима државних сталежа. Руководећу улогу у читавом том сукобу играо је богати сукнарски трговац Етјен Марсел, који је имао положај трговачког старешине. Тако је извршен државни удар којим је власт предата у руке горњег градског слоја северо-француских градова, посебно Париза.
Али уско класна политика тих група изазвала је ускоро незадовољство маса у Паризу и другим градовима. То се најпре показало на тако акутном питању као што је пореско. Порези су били тако распоређени да су свом тежином притисли доње народне слојеве, посебно занатлијску масу. Поврх тога, руководећа улога Париза изазвала је огорченост других градова. Дофен је покушавао да то искористи отпустивши саветнике које су му наметнули државни сталежи. Као одговор на то дошло је у фебруару 1358. године. до нових немира којима је непосредно руководио Етјен Марсел, који окупља око себе групу трговаца. 3.000 устаника је провалило у краљевски двор. Двојица дофенових генерала била су убијена на његове очи, а дофена је лично спасио Етјен Марсел метнувши му на главу капу с бојама револуционарног Париза — плавом и црвеном. Та акција је удаљила Марсела од племића.
Међутим, дофен је успео да побегне из Париза и почео да се спрема за оружану борбу са устаницима. У мају је сазвао у Компијењ државне сталеже од којих је добио знатна средства. Етјен Марсел је почео са своје стране да утврђује Париз, да скупља најамничку војску и да тражи савезнике. Он је покушао да се ослони на једног од најкрупнијих француских феудалаца, на наварског краља Карла Злог. Карло II од Наваре, унук Луја X по женској линији, претендовао је на француску круну. Био је врло вешт и лукав интригант, искусан и красноречив демагог који је, сем мале краљевине Наваре, имао велике поседе у Нормандији, где је умео да стекне доста присталица међу незадовољним домаћим племством. Али, у то се време умешао у борбу нови фактор.

### Жакерија

#### Поводи за устанак
Сељаци су морали плаћати све веће порезе, а владајућа класа им није осигуравала сигурност од банди енглеских, гаскоњских, немачких и шпанских пљачкаша, које су пљачкале по селима без отпора. Осим тога, сељаци су сматрали да је корупција племства довела до пораза код Поатјеа.
Крајем маја 1358 г. плануо је највеличанственији сељачки устанак у Француској — чувена Жакерија. Непосредан повод за устанак биле су невоље француског сељаштва у вези са Стогодишњим ратом. Од свих класа становништва које су страдале у рату сељаштву је било горе него икоме. По речима хронике, поља се нису засејавала ни орала; говеда и овце нису ишли на пашњаке; цркве и куће ... представљале су гомиле тужних развалина које су се још димиле. У доба најезде непријатељских војски села су, за разлику од утврђених градова и замкова, била потпуно незаштићена и препуштена пљачкању најамника. А када би се ратне акције стишале и најамници отпуштали, пропадање сељака не само да није престајало, већ је постајало још јаче. Кад би престали да примају плату, најамници су се накнађивали вршећи насиља над сељацима. Племство и грађани могли су се сакрити од тих пљачкашких банди у своје замкове и градове, а сељаштво није имало куд да се склони. Као једино прибежиште служиле су му цркве. Како описује иста хроника, ... много неутврђених села претворило је своје цркве, у праве замкове, ушанчивши их рововима, поставивши на куле и звонике ратне машине, камење и балисте.
Сељаке је пљачкала не само туђа војска него и своја. Свему томе се још придружило све веће угњетавање од стране феудалаца којима су због рата средства била нарочито потребна. Они су морали да плаћају откупнину за себе или своје рођаке, да утврђују своје замкове и да их снабдевају намирницама. Стога су велможе настојали да узму и последње од сељака. Дажбине су убиране с много више безобзирности но раније, и често су враћане давно укинуте обавезе.
Свим тим околностима треба још додати кугу која је прешла преко Француске као и преко других земаља у Европи 1349 г. и уништила мноштво сељачких газдинстава.

#### Развој устанка
Устанак је избио у Бовезу, северно од Париза, затим је брзо захватио знатан део северне Француске — Ил-де-Франс, Пикардију и Шампању. Појединачни сељачки одреди који су настали у време устанка почели су брзо да се уједињују.
Устанку су пришле и сеоске занатлије, ситни трговци, па и сиромашни свештеници. У њему су узели учешћа и бегунци из градова: ситни мајстори и градска сиротиња. Неки градови отворили су врата устаницима.
На челу устанка стајао је Гијом Кал или Карл. Он је служио у војсци и био је, очигледно, искусан човек у војним стварима и добар организатор. Али, задаци који су стајали пред устаницима били су одвећ тешки. Било је немогуће збити неорганизоване сељачке масе у јединствену борбену снагу. Притом сељаци нису истакли утврђени програм, уколико се за програм не сматрају захтеви да се поубијају сви аристократи од првог до последњег.
За Гијома Кала било је очигледно да је неопходно успоставити везе с градовима, нарочито с Паризом. Етјен Марсел је са своје стране тежио да искористи побуњено сељаштво против дофена који је купио војску да крене на Париз и настојао да престоницу блокира глађу. Етјен Марсел је пред сељаке поставио задатак да поруше неколико утврђења која су ометала довоз намирница у Париз, што су они и учинили. Но у то време су феудалци, у почетку неспремни, већ стигли да се приберу, после сељачког уништавања двораца у убистава племића, а Марсел је почео губити подршку у градовима.

### Слом Жакерије и Париског устанка

#### Преокрет
Када је прошао први ужас изазван акцијама сељака који су рушили и палили замкове, уништавали документе у којима су биле записане њихове обавезе и убијали феудалце, ови су пожурили да се уједине ради угушивања устанка. Притом се могла видети занимљива појава класне солидарности, наиме — енглески феудалци који су се у то време налазили на територији Француске помагали су својој француској сабраћи у борби са сељацима. На чело феудалаца стао је Карло Зли.

#### Слом Жакерије
Дана 10. јуна дошло је до одлучне битке између сељачких одреда којима је руководио Гијом Кал и феудалне војске Карла Злог. Сељаци су били потучени, Гијом Кал на превару ухваћен и погубљен. Када је Етјен Марсел сазнао да је Карло Зли иступио против сељака, не само да им није пружио никакве помоћи већ је опозвао своје одреде. Одмах после угушивања устанка почеле су свирепе репресалије. За прве две недеље било је уништено више од 20 000 људи. Обрачунавање са сељаштвом трајало је два месеца док у августу није издат указ о општој амнестији, изазван страхом да земља не буде потпуно економски упропашћена.

#### Последице Жакерије
Ударање великих глоба и контрибуција које је затим уследило коначно је испило и без тога упропашћено село. Али, ма да је сељачки устанак био угушен, он је ипак оставио трага, јер се сениори дуго после тога нису одлучивали да појачају притисак на сељаштво. Процес ослобађања сељака који је почео још пре Жакерије кренуо је убрзаним темпом. Жакерија је претрпела пораз као и низ других сељачких устанака у Средњем веку. Маркс и Енгелс пишу у Немачкој идеологији:
Сви велики устанци у Средњем веку потицали су из села, али су и они због поцепаности и за њу везане крајње заосталости сељака остајали без икаквих резултата.
На исту ту поцепаност као на најважнији разлог пораза сељачких устанака указује и Енгелс у свом „Сељачком рату у Немачкој”.
У разговору с немачким писцем Емилом Лудвигом Стаљин је рекао:
Појединачни сељачки устанци чак и у случају да нису тако разбојнички и неорганизовани као онај Стењке Разина не могу да доведу ни до чега озбиљног. Сељачки устанци могу да доведу до успеха само у случају ако су повезани с радничким устанцима, и ако радници руководе сељачким устанцима.
У Жакерији, као и другим устанцима Средњег века, радничка класа није могла иступити као руководилац покрета, јер се најамни рад тек рађао, а радници још нису стигли да образују посебну класу. Што се тиче градске буржоазије, она није могла стати на чело антифеудалног покрета сељака, јер на тој етапи свога развитка још није иступала против феудалног поретка као целине. Она је само хтела да искористи сељачки покрет за своје непосредне циљеве и одмах је издала сељаштво када јој споразум са њим више није био од користи.
Али, сељачки устанци, уперени против основа феудалног начина производње, представљали су прогресивну појаву. Ослобођење сељака од феудалног угњетавања крчило је пут за развитак нових, буржоаских односа на селу.

#### Слом париске побуне
У доба када је Жакерија била уништена, већ је била решена и судбина париског устанка. Власт буржоазије у Паризу ништа није донела сиротињи сем повећавања пореза, и доњи слојеви париског становништва према њему су се јако охладили. Блокада Париза глађу и унутрашња подвојеност међу париском буржоазијом приморали су је да отвори дофену врата престонице. Још пре предаје Париза Етјен Марсел је био убијен (31. јула 1358). Одмах по уласку дофена у престоницу дошло је до обрачуна с присталицама Етјена Марсела, а дофен обећава свима амнестију, осим коловођама.

### Споразум у Бретањи
Краљ Жан II Добри је у заробљеништву потписао споразум 1359, по коме предаје већину западне Француске Енглезима и пристаје на отплату 4 милиона откупнине. Карло V Мудри и Скупштина сталежа то одбијају, па Едвард III поново напада Француску. У походу долази чак до Париза, али Карлова стратегија је била да избегава директан већи сукоб са Енглезима и да верују у ојачана градска утврђења. Едвард III је харао по околици, али није могао довести Французе до одлучне битке. Због тога пристаје на нови споразум.
Споразум у Бретањи склопљен је 8. маја 1360 под врло тешким условима, а Француска предаје Енглезима трећину западне Француске, већином у Аквитанији и Гаскоњи. Енглеска је сем Гијене добила Поату и неколико других области. Сем тога, Енглезима је на северу остао Кале. Тај град са околином представљао је за Енглезе огромну вредност. Он је по положају Енглеској био најближи и налазио се насупрот једне од главних енглеских лука — Довера. Кале је за Енглеску постао најважнији трговачки центар, стоваришно место за енглеску робу која је слата у Европу. Сем тога, Кале је био важна тврђава и најподесније место за искрцавање енглеских трупа. Откуп за краља је спуштен на 3 милиона. Краља су ослободили у октобру. Жан II Добри је поново био неефикасан владар, а у заточеништво се вратио због витешке части нарушене због бега таоца Луја Анжујког из енглеског заробљеништва. Јован II Добри умире у заробљеништву 1364. године.
Мир у Бретињију омогућио је Француској да предахне.

### Крај рата за бретонско наслеђе

#### Битка код Улбек-Кочерела
Прослављени бретонско-француски војсковођа Бертран ди Геклен, који је проглашен за грофа Оксера је почетком 1364. године опсео град Рољбуаз, који је припадао краљу Наваре и после тог освајања Гекленова војска је почетком априла освојила многе Наварске поседе у Нормандији, али насу успели освојити град Евре у којем је ускоро стигла помоћ Жана де Грилија. Из Евреа, Жан је кренуо на исток где су његових око 5 800 витезова поражени од око 2 300 Француза предвођених Гекленом 16. маја код Улбек-Кочерела. Мањи део Грилијеве војске је преживео, а они који су преживели били су заробљени, међу заробљенима се нашао и Грили. Геклен је после тог успеха награђен титулом француског заповедника Норманије и грофа Лонгвила, местима која су раније била у поседу Наварског краља.

#### Битка код Ореја
Исте те године француски кандидат за бретонски престо, Жан V Бретонски је са 3 500 витезова освојио град Оре. 27. септембра ка граду је кренуо енглески кандидат за бретонски престо, Шарл Бретоснки, који се са војском од 4 000 витезова налазио у близини града. 28. септембра његове чете, којима се придружио и Бертран су дошле на леву обалу оближње реке и заузеле позицију испред замка. Жан се уплашио и прешао на десну обалу. Шарл је покушао да преговара, али после неуспеха кренуо је за енглеском војском и прешавши реку дошао је на мочварно подручје северно од замка, крећући се право ка замку, у коме су Енглези пред градском капијом заузели положај.
Борба је почела окршајем енглеских стрелаца и француских самострелаца. Онда су Французи неко време почели жестоко да побеђују Енглезе. моћан племић Џон Чандос у најодлучнији час битке придружио се Енглезима. После страшног покоља Енглеза у бици, и тешких губитака, Француско десно крло је опколило део енглеске војске, ово су искористили остаци енглеске војске и као вихор напали лево француско крило. Сам Шарл је рањен копљем, а онда и заробљен и недуго после тога умро. После његове смрти војска се разбежала После тога одред Џона Чандоса је почео да кроз војску, масакрирајући 1 000 људи, продире до Бертрана, који је уза себе имао само песнике наоружане оклопним рукавицама. Поред тако рђаво наоружаних остатака војске Бертран није могао да избегне заробљеништво. Бертран је 1365. године ослобођен плаћањем за откупа 100.000 ливра, и то су тај откуп исплатили Бертранови рођаци, који су да би скупили тај новац морали да продају већину своје земље.
Та битка означила је крај рата за бретоњско наслеђе, због те битке убедљивом победом Енглеза. Она је утицала на Шарла и на енглеског краља Едварда, тако да је 1365. године дошло до мира.

### Краљ Француске и реформе
Шарл V Мудри постаје краљ 1364. Повратио је територије у Бретањи. Бретањски командант Бертран де Гесклин прелази у француску војску и постаје један од најбољих француских генерала Шарл је провео низ битних реформи које су измениле даљи ток рата. Феудалци, који су претрпели нечувене губитке у рату са Енглеском а затим били у страху од Жакерије, окупили су се сада око краља. И градски горњи слој, који је 1356 и следећих година био настројен против краљевске власти, сада се, после разбијања покрета, бојао иступања доњих градских слојева и свим је снагама подржавао краља у његовим мерама.
Тако је Шарлу била створена чврста база за васпостављање ауторитета краљевске власти и сакупљање снага против Енглеза.
Најпре је био реформисан порески систем, који је изазивао нарочито велико огорчење међу грађанима и сељацима. Сада је скупљање пореза било поверено чиновницима над којима је била заведена специјална контрола. Уређујући порески систем краљ је настојао да што је могуће мање прибегава сазивању државних сталежа. У случајевима када би му била потребна сагласност племства, свештенства и буржоазије ради увођења овог или оног пореза, он није сазивао државне сталеже, већ нарочита саветовања која су затим ушла у праксу — скупштине нотаблâ, тј. лицâ која би позвао сам краљ између најугледнијих људи краљевине. Ту су позивани чланови краљевског дома, крупни феудалци, виша духовна лица, представници Париског универзитета, као и најкрупнији представници градског сталежа.
Уведен је систем наимања војске. Феудалне трупе све више и више одлазе у други план. Усавршена је артилерија која је играла видну улогу када су обновљене ратне операције. Најзад, Карло V је створио јаку ратну флоту која му је доцније донела премоћ на мору над Енглезима.

### Проблем плаћеничких банди
Плаћеничке групе су се отргле контроли у претходним периодима, углавном у раздобљима лоших финансија. Оне су постале разбојничке банде, које су пљачкале, силовале, убијале и палиле највише по северу Француске.
Постале су опасност поготово у доба мира. Они су били и један од разлога избијања жакерије.
Године 1365. моћнији енглески и француски племићи су у заједници са бретонским витезовима образовали војску, који је чинило више од 30.000 недисциплинованих ратника. Та војска је добила задатак да хара читаву Француску и њих су подржавали краљеви Енглеске, Наваре, али посебно их је подржавала Круна Кастиље. Тада су били опљачкани и убијани сиромашни људи и жене и спаљивани су градови и цркве. Шарл V им је нудио 200.000 флорина да престану са харањем, али они су то наставили да чине.
Бертран се баш тада ослободио из затвора и код Шалона је са пратњом од 200 витезова повео преговоре са вођом побуњеника. Тим преговорима је смирена побуна, уз Бертранову гаранцију да ће побуњеници добити 200.000 флорина. Гроф од Ла Марша, вођа побуњеника је ипак био осуђен на Авињонском суду екскомуникацијом папе и не допуштањем да побуњеници добију 200.000 флорина, али они су спалили нека села у предграђу Авињона, па је папа одлучио да им исплати 100.000 франака, али то није било трајно решење.
Да би их се решио Шарл V Мудри их је најприје унајмио за покушај крсташког похода у Угарској. Онда их шаље у Кастиљу, да се боре под водством Бертрана де Гесклина. У Кастиљи су Енглези и Французи подржавали две супротне стране у граћанском рату. У почетку 1365. Бертран де Гесклин поставља француског претендента на престо. Потом у Кастиљу долази Едвард Црни Принц, па Енглези побеђују у бици код Наварете 1367. и заробљавају Бертрана де Гесклина. 
Шарл V Мудри је упркос поразу могао бити задовољан, јер су многи плаћеници страдали у Кастиљи, а Француска се ослободила разбојничких банди.

### Кастиљски грађански рат

#### Француско освајање
У септембру 1365. године Шарл је склопио савез са Круном Арагона против Круне Кастиље, јер је њен краљ Педро био један од вођа побуњеника и подржавао их је. У децембру Бертран је прешао Пиринеје и дошао је у град Ле кол ду Перт из кога је 20. децембра дошао у Барселону. У фебруару 1366. године је склопио савез са краљем Наваре, који је као награду добио грофивију Борху. У марту је Бертран са својим савезницима освојио Бургос и за краља поставио Енрикеа II Трастамара, Педровог полубрата. У мају пали су Толедо и Севиља, у јуну Кордоба, а у фебруару 1367. године Санто Доминго де ла Калзада.
У знак захвалности Енрике је Бертрану дао титулу главног генерала Круне Кастиље, грофа Сорије и војводе Молина. Педро је тада бежао из града у град и на крају је завршио у Португалији, одакле је отишао у Бордо, да Едварда, Принца од Велса, моли за помоћ и Едвард се у фебруару са Џоном Чандосом, Жаном де Грилијем, својим братом Џоном од Гента и војском од 26 000 људи у којој је било доста Португалаца, придружио Педру.

#### Битка код Наварете
Дана 3. априла 1367. године ове две војске су се сукобиле у бици код Наварете (Нахере). Бертран је на бојном пољу показао своју храброст уништавајући одреде Џона Чандоса и Џона од Гента, али и ако је уз Енрикеа и Бертрана укупно било 60.000 војника Енглези су однели победу вретовши Педра на престо. У тој борби је изгинуло око 200 Енглеза и чак 7000 Француза и Шпанаца. За то су највише били заслушни енглески стрелци, који су на бојишту сејали смрт. Ово је натерало кастиљске трупе на повлачење. Бертран је покушао да им се одупре, али је и сам заробљен и утамничен у Бордоу. Због његових способности Бертрану је понуђено да пређе у службу краља Енглеске, али он то одбија. Касније је откупљен за 100.000 франака. Енрике је за то време побегао у Тулуз, па у Анжу. Прерушен у опата Енрике је посетио Бертрана у тамници и договорио Бертранов откуп.

#### Битка код Монтијела
Бертран је после откупа појурио у Кастиљу и 14. марта 1369. године у савезу са Енрикеом победио Педра и Мавре у бици код Монтијела. 4 500 Педрових људи су у тој бици поражени од 3 000 Енрикеових, погинуло је много Педрових присталица, а и самог Педра је бесни Ерике убио, када је свом витезу отео бодеж.
За своје заслуге у рату Бертран је поново добио титуле главног генерала Круне Кастиље и војводе Молина, као и суму од 100.000 златних круна.

### Рат се наставља
Едвард Црни Принц је почео владати све више аутократски у Гаскоњи. Његов штићеник у Кастиљи је створио огромне дугове, тако да Едвард Црни Принц повећава порезе у Гаскоњи. Племићи из Гаскоње траже заштиту од Шарла V Мудрог.
Шарл нема право по споразуму из Бретање да се меша у Гаскоњу, али он као тобожњи суверен над Гаскоњом позива Едварда Црног Принца у Париз да објасни своје поступке. Кад то Црни Принц није прихватио, Шарл V Мудри проглашава рат у мају 1369. године, пошто се Француска опоравила.

### Шарл V Мудри враћа већину француских територија
Шарл V се поново одлучује за фабијанску стратегију избегавања великог одлучног сукоба. Уместо тога рат претвара у низ сукоба готово герилског облика, којима исцрпљује Енглезе. Енглези нису имали толико војника да би држали велико подручје, а Карло одлучује где ће напасти или где ће заузети град. Тако мало по мало осваја град за градом, док већина енглеских поседа није пало у француске руке.
Осим тога Французима помаже и кастиљска морнарица. Кастиља је поново 1369. прешла у руке француских савезника заслугом Бертрана де Гесклина. Тежак ударац за Енглезе је болест Црног Принца. Француска оснажена флота однела је неколико победа над енглеском и више пута је опустошила енглеске обале.
Бертран де Гесклин побеђује Енглезе у северној Француској користећи комбинацију герилских метода и подмићивања, а на југу им отима југоисток земље.
До 1374. Шарл V Мудри је повратио готово све француске територије сем Калеа, Бордоа, Бајона и Аквитаније. Тиме је фактички поништио споразум из Бретање. Преговори из 1374. пропадају због Карлова захтева да Енглеска призна његов суверенитет на целом територију.

#### Бертран постаје главни генерал круне
Крајем 1369. године Бертран се вратио у Француску. Где га је Шарл V позвао у палату и дао му је мач главног генерала круне, јер је претходни, Робер де Фиен, због своје старости поднео оставку на тај положај, али тек 2. октобра 1370. године Бертран је именован. Већ неколико дана после тога Енглези су под Робертом Нолесом напали Париз, али су поражени.

#### Победа над Робертом Нолесом
После тога Бертран је 23. октобра у савезу са Оливером V де Клисоном напао Нормандију, али је после низа победа 1. децембра напустио опсаду Кана и кренуо на југ да заустави Нолеса, који је кренуо ка Авињону. 4. децембра он је стигао Енглезе и поразио их, а у тој бици је погинуо енглески војсковођа Томас Грансон. 8. децембра Бертран је поново поразио Енглезе код Бресира, а 15. децембра Бертран је извојевао нову победу освојивши град Сомјур. По повратку у Париз имао је ту част да буде кум Шарловом сину Лују Орлеанском.

#### Победе 1371. и 1372.
Убрзо после тога Бертран одлази у Гијену са војводама Берија и Бурбона, као и са грофовима Алансона, Перша, Оверње и Сен Пол де Вендома и та војска је освојила доста места и неколико пута поразила Енглезе. У априлу 1371. Бертран је са Оливером освојио Бешерел, а 1372. године, Конш, а у јуну и јулу исте године пали су градови Монмурион, Шовињи, Лисак, Монконтур, Сент-Север, а 23. августа Субиз. 18. септембра француској су се предали град Суржер, као и области Сентонж и Поату. После тога Бертран је освојио Руерг, Перигорд, део Лимузена и грофивију Понтју.

#### Победе 1373.
После тога Бертран је у марту 1373. године са малом војском опсео град Чисет и освојио га 27. марта после пораза много бројне градске посаде. У априлу је нападима и препадима на енглеске територије преотео град Ниор, тако што је његова војска обукла униформе енглеских војника. Истог месеца пао је и Лизињан, Ла Рош на Јону, Коњак и Мортемер. У јуну је Бертран искористио бег бретањског војводе Жана Хрброг и освојио Брест, а 14. јула острво Џерси. У лето Џон од Гента, de facto краљ Енглеске је почео шевошу, али је претрпео неколико пораза и Бертран је потом напао област Фоиш, која је била под влашћу Џона. После Бертрановог освајања Лурда, Џон је био приморан да склопи мир.

#### Победе од 1374. до 1376.
Бертран је 1374. године напао енглеску тврђаву Ла Реол и већ у августу покренуо офанзиву против Гијене и заједно са војводом од Анжуја освојио градове Пен-д'Ажене, Молеон, Кондом, Муасак, Сент-Фоиш-ла-Гранд, Кастион ла Батај, Лангон, Сен-Макер и Сент-Базеј. 17. фебрара 1375. године пао је град Жансе, а 1376. године Бертран је постао господар Понторсона.

#### Победе 1378.
После тога Бертранова војска је била очајна јер јој је требало појачање, али краљ је одбијао да га пошаље, па се због незадовољности краља повукао у Понторсон, одакле је намеравао да оде у Кастиљу и тамо да проведе остатак живота, али је на краљеву молбу одустао од тога. И већ у априлу Бертран је у савезу са боргундскив војводом напао и уништио поседе краља Навре у Нормандији тј. Берне, Карантан, Валоњ, Авранш, Ремервил, Бомонт, Бретеј, Сен-Ло, Евре, Паси-на-Еру, Гавре, Ножан, Ане и Мортен-Понт-Адеме, осим Шербура, који су посели Енглези, који су га одбранли у новебарско-децембрарској опсади.
Џон од Гента је, за то време, у заједици са Жаном Храбрим планирао да поврати град Брест и са њим читаву Нормандију, па је 14. августа је уништио француске бродове у луци Сен-Мало и почео опсаду, али граду је у помоћ притекла огромна француска војска под заповедништвом Оливера V де Клисона и самог Бертрана. Енглеска војска је због глади у септембру напустила опсаду и некако са Џоном дошла у Енглеску.

#### Бертранова смрт и сахрана
Бертран је 28. фебруара 1380. године опсео град Шатонеф де Рандон и после неколико страшних напада гувернер града Пјер де Галар је позвао енглеског краља у помоћ уз претњу да ће се за 15 дана предати ако му не стигне појачање.
Од 20. до 26. јуна водила се битка код Шалијеа између Бертрана и побуњеника и Бертран је као и обично извојевао победу, а и у јулу је успешно наставио рат против њих, али се убрзо вратио на опсаду Шатонефа.
Бертран је тада имао високу температуру, а убрзо је добио и трбушни тифус. Стога је умро 13. јула, а већ сутра је Пјер дошао до шатора у којем је лежало Бертраново мртво тело и клечавши пред Бертрановим мртвим телом предао је градске кључеве маршалу де Сенсеру.
Бертраново тело је прво однесено у Пиј, али његова последња жеља је била да његово тело буде сахрањено у Динану, али краљ је то спречио и по његовом наређењу Бертран је сахрањен уз велику помпу у базилици Сен Дени. Његово тело осим костију и срца је сахрањено у цркви Сен Лоран, коју су оскрвнавили револуционари 1793. године, његово срце у Динану, док су само његове кости у Сен Денију, али је и тај гроб оскрнављен.

### Велика западна шизма
Папа Грегор XI се бојао губитка Папске државе, па одлучује 1376. да врати седиште папске власти у Рим. Авињон је 70 година био седиште папа. Шарл V Мудри покушава да увери папу да остане у Француској, али не успева.
Међутим папа умире брзо након те одлуке у марту 1378, па кардинали у Риму бирају новог папу. Римска светина се бојала да ће бити изабран Француз за папу, јер су већина кардинала били Французи заслугом папа Француза.
Римска светина опкољава Ватикан и врши притисак захтевајући избор Италијана. Нови папа је био Италијан папа Урбан VI.
Нови папа замера се кардиналима смањујући им могућност прихода. Француски кардинали напуштају Рим и проглашавају ништавним избор Урбана VI због притиска руље. Они бирају свога папу Клемента VII.
Француски кардинали траже подршку Шарла V, што овај и прихвата и забрањује било какву послушност италијанском папи. Пре те Шарлове одлуке теолошки факултет париског универзитета саветовао је Шарла да не доноси нагле одлуке.
Тај период двојства папа зове се Западна шизма и трајао је око 40 година (1378—1417)

### Смрт
Убрзо после Бертранове смрти умро је и Шарл, 16. септембра исте године у дворцу Боте на Марни (код Венсана). На престолу га је наследио син Шарл VI Луди.

## Породично стабло
|  |                                             |  |  |  |  |  |  |  |  |  |  |  |  |  |  |  |
|  | 16. Филип III Храбри                        |  |  |  |  |  |  |  |  |  |  |  |  |  |  |  |
|  |                                             |  |  |  |  |  |  |  |  |  |  |  |  |  |  |  |
|  |                                             |  |  |  |  |  |  |  |  |  |  |  |  |  |  |  |
|  | 8. Шарл Валоа                               |  |  |  |  |  |  |  |  |  |  |  |  |  |  |  |
|  |                                             |  |  |  |  |  |  |  |  |  |  |  |  |  |  |  |
|  |                                             |  |  |  |  |  |  |  |  |  |  |  |  |  |  |  |
|  | 17. Изабела Арагонска                       |  |  |  |  |  |  |  |  |  |  |  |  |  |  |  |
|  |                                             |  |  |  |  |  |  |  |  |  |  |  |  |  |  |  |
|  |                                             |  |  |  |  |  |  |  |  |  |  |  |  |  |  |  |
|  | 4. Филип VI                                 |  |  |  |  |  |  |  |  |  |  |  |  |  |  |  |
|  |                                             |  |  |  |  |  |  |  |  |  |  |  |  |  |  |  |
|  |                                             |  |  |  |  |  |  |  |  |  |  |  |  |  |  |  |
|  | 18. Карло II Анжујски                       |  |  |  |  |  |  |  |  |  |  |  |  |  |  |  |
|  |                                             |  |  |  |  |  |  |  |  |  |  |  |  |  |  |  |
|  |                                             |  |  |  |  |  |  |  |  |  |  |  |  |  |  |  |
|  | 9. Маргарета од Анжуа и Мена                |  |  |  |  |  |  |  |  |  |  |  |  |  |  |  |
|  |                                             |  |  |  |  |  |  |  |  |  |  |  |  |  |  |  |
|  |                                             |  |  |  |  |  |  |  |  |  |  |  |  |  |  |  |
|  | 19. Марија Угарска                          |  |  |  |  |  |  |  |  |  |  |  |  |  |  |  |
|  |                                             |  |  |  |  |  |  |  |  |  |  |  |  |  |  |  |
|  |                                             |  |  |  |  |  |  |  |  |  |  |  |  |  |  |  |
|  | 2. Жан II Добри                             |  |  |  |  |  |  |  |  |  |  |  |  |  |  |  |
|  |                                             |  |  |  |  |  |  |  |  |  |  |  |  |  |  |  |
|  |                                             |  |  |  |  |  |  |  |  |  |  |  |  |  |  |  |
|  | 20. Иго IV од Бургундије                    |  |  |  |  |  |  |  |  |  |  |  |  |  |  |  |
|  |                                             |  |  |  |  |  |  |  |  |  |  |  |  |  |  |  |
|  |                                             |  |  |  |  |  |  |  |  |  |  |  |  |  |  |  |
|  | 10. Роберт II од Бургундије                 |  |  |  |  |  |  |  |  |  |  |  |  |  |  |  |
|  |                                             |  |  |  |  |  |  |  |  |  |  |  |  |  |  |  |
|  |                                             |  |  |  |  |  |  |  |  |  |  |  |  |  |  |  |
|  | 21. Јоланда од Дреа                         |  |  |  |  |  |  |  |  |  |  |  |  |  |  |  |
|  |                                             |  |  |  |  |  |  |  |  |  |  |  |  |  |  |  |
|  |                                             |  |  |  |  |  |  |  |  |  |  |  |  |  |  |  |
|  | 5. Жана Бургундијска                        |  |  |  |  |  |  |  |  |  |  |  |  |  |  |  |
|  |                                             |  |  |  |  |  |  |  |  |  |  |  |  |  |  |  |
|  |                                             |  |  |  |  |  |  |  |  |  |  |  |  |  |  |  |
|  | 22. Луј IX                                  |  |  |  |  |  |  |  |  |  |  |  |  |  |  |  |
|  |                                             |  |  |  |  |  |  |  |  |  |  |  |  |  |  |  |
|  |                                             |  |  |  |  |  |  |  |  |  |  |  |  |  |  |  |
|  | 11. Агнеса од Француске                     |  |  |  |  |  |  |  |  |  |  |  |  |  |  |  |
|  |                                             |  |  |  |  |  |  |  |  |  |  |  |  |  |  |  |
|  |                                             |  |  |  |  |  |  |  |  |  |  |  |  |  |  |  |
|  | 23. Маргарета од Провансе                   |  |  |  |  |  |  |  |  |  |  |  |  |  |  |  |
|  |                                             |  |  |  |  |  |  |  |  |  |  |  |  |  |  |  |
|  |                                             |  |  |  |  |  |  |  |  |  |  |  |  |  |  |  |
|  | 1. Шарл V Мудри                             |  |  |  |  |  |  |  |  |  |  |  |  |  |  |  |
|  |                                             |  |  |  |  |  |  |  |  |  |  |  |  |  |  |  |
|  |                                             |  |  |  |  |  |  |  |  |  |  |  |  |  |  |  |
|  | 24. Henry VI of Luxembourg                  |  |  |  |  |  |  |  |  |  |  |  |  |  |  |  |
|  |                                             |  |  |  |  |  |  |  |  |  |  |  |  |  |  |  |
|  |                                             |  |  |  |  |  |  |  |  |  |  |  |  |  |  |  |
|  | 12. Хајнрих VII, цар Светог римског царства |  |  |  |  |  |  |  |  |  |  |  |  |  |  |  |
|  |                                             |  |  |  |  |  |  |  |  |  |  |  |  |  |  |  |
|  |                                             |  |  |  |  |  |  |  |  |  |  |  |  |  |  |  |
|  | 25. Beatrice d'Avesnes                      |  |  |  |  |  |  |  |  |  |  |  |  |  |  |  |
|  |                                             |  |  |  |  |  |  |  |  |  |  |  |  |  |  |  |
|  |                                             |  |  |  |  |  |  |  |  |  |  |  |  |  |  |  |
|  | 6. Јован Слепи                              |  |  |  |  |  |  |  |  |  |  |  |  |  |  |  |
|  |                                             |  |  |  |  |  |  |  |  |  |  |  |  |  |  |  |
|  |                                             |  |  |  |  |  |  |  |  |  |  |  |  |  |  |  |
|  | 26. John I, Duke of Brabant                 |  |  |  |  |  |  |  |  |  |  |  |  |  |  |  |
|  |                                             |  |  |  |  |  |  |  |  |  |  |  |  |  |  |  |
|  |                                             |  |  |  |  |  |  |  |  |  |  |  |  |  |  |  |
|  | 13. Маргарета од Брабанта                   |  |  |  |  |  |  |  |  |  |  |  |  |  |  |  |
|  |                                             |  |  |  |  |  |  |  |  |  |  |  |  |  |  |  |
|  |                                             |  |  |  |  |  |  |  |  |  |  |  |  |  |  |  |
|  | 27. Маргарета од Фландрије                  |  |  |  |  |  |  |  |  |  |  |  |  |  |  |  |
|  |                                             |  |  |  |  |  |  |  |  |  |  |  |  |  |  |  |
|  |                                             |  |  |  |  |  |  |  |  |  |  |  |  |  |  |  |
|  | 3. Бона Чешка                               |  |  |  |  |  |  |  |  |  |  |  |  |  |  |  |
|  |                                             |  |  |  |  |  |  |  |  |  |  |  |  |  |  |  |
|  |                                             |  |  |  |  |  |  |  |  |  |  |  |  |  |  |  |
|  | 28. Отакар II Пшемисл                       |  |  |  |  |  |  |  |  |  |  |  |  |  |  |  |
|  |                                             |  |  |  |  |  |  |  |  |  |  |  |  |  |  |  |
|  |                                             |  |  |  |  |  |  |  |  |  |  |  |  |  |  |  |
|  | 14. Вацлав II Пшемисл                       |  |  |  |  |  |  |  |  |  |  |  |  |  |  |  |
|  |                                             |  |  |  |  |  |  |  |  |  |  |  |  |  |  |  |
|  |                                             |  |  |  |  |  |  |  |  |  |  |  |  |  |  |  |
|  | 29. Кунигунда од Славоније                  |  |  |  |  |  |  |  |  |  |  |  |  |  |  |  |
|  |                                             |  |  |  |  |  |  |  |  |  |  |  |  |  |  |  |
|  |                                             |  |  |  |  |  |  |  |  |  |  |  |  |  |  |  |
|  | 7. Елизабета од Чешке                       |  |  |  |  |  |  |  |  |  |  |  |  |  |  |  |
|  |                                             |  |  |  |  |  |  |  |  |  |  |  |  |  |  |  |
|  |                                             |  |  |  |  |  |  |  |  |  |  |  |  |  |  |  |
|  | 30. Рудолф I Хабзбуршки                     |  |  |  |  |  |  |  |  |  |  |  |  |  |  |  |
|  |                                             |  |  |  |  |  |  |  |  |  |  |  |  |  |  |  |
|  |                                             |  |  |  |  |  |  |  |  |  |  |  |  |  |  |  |
|  | 15. Јудита од Хабзбурга                     |  |  |  |  |  |  |  |  |  |  |  |  |  |  |  |
|  |                                             |  |  |  |  |  |  |  |  |  |  |  |  |  |  |  |
|  |                                             |  |  |  |  |  |  |  |  |  |  |  |  |  |  |  |
|  | 31. Gertrude of Hohenburg                   |  |  |  |  |  |  |  |  |  |  |  |  |  |  |  |
|  |                                             |  |  |  |  |  |  |  |  |  |  |  |  |  |  |  |
|  |                                             |  |  |  |  |  |  |  |  |  |  |  |  |  |  |  |